# Đi bộ (điền kinh)
Đi bộ (tiếng Anh: racewalking) là một phân môn cự ly dài thuộc điền kinh. Khác với chạy, vận động viên phải đặt ít nhất một chân trên đường chạy trong suốt quá trình thi đấu và được giám sát bởi các trọng tài. Địa điểm thi đấu của môn đi bộ có thể là đường giao thông hoặc đường chạy trong sân vận động. Quãng đường đi bộ có thể dài từ 3000 mét tới 100 kilômét.
Có hai nội dung đi bộ tại Thế vận hội Mùa hè: đi bộ 20 kilômét (nam và nữ) và đi bộ 50 kilômét (chỉ dành cho nam) và đều diễn ra trên đường giao thông. Đây cũng là các nội dung được tranh tài tại Giải vô địch điền kinh thế giới. IAAF World Race Walking Cup được tổ chức từ năm 1961 là giải đấu cấp quốc tế riêng biệt dành cho môn thể thao này và có thêm một nội dung đi bộ 10 kilômét dành cho các vận động viên trẻ. Giải vô địch điền kinh trong nhà thế giới từng có các nội dung đi bộ 5000 m và 3000 m, nhưng không còn được tổ chức kể từ năm 1993.
Vương quốc Liên hiệp Anh được coi là nơi khởi nguồn của môn thể thao này. Kể từ giữa thế kỷ 20, các vận động viên của Nga và Trung Quốc tỏ ra thành công nhất trên đấu trường quốc tế, xếp sau là các quốc gia châu Âu và Mỹ Latinh.

## Luật lệ

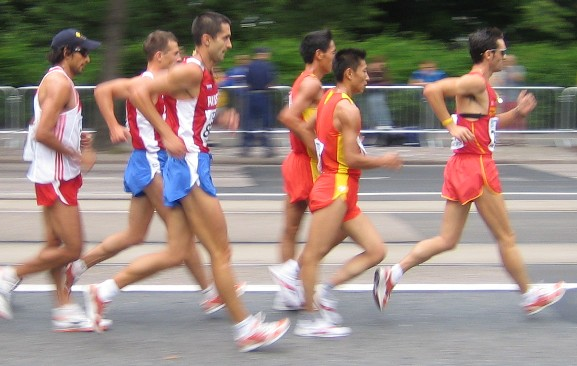
Đi bộ 20 km nam tại Giải vô địch điền kinh thế giới 2005 ở Helsinki, Phần Lan. Vận động viên bên phải dường như đã phạm luật, tuy nhiên theo luật lệ hiện hành thì lỗi chỉ được tính khi sự không tiếp xúc của cả hai chân đối với nền đất được phát hiện bởi mắt người thường.

Trong đi bộ điền kinh có hai luật quan trọng. Luật thứ nhất quy định ngón chân cái phía sau của vận động viên không được rời mặt đất trước khi gót chân trước chạm đất. Luật thứ hai yêu cầu chân trụ phải duỗi thẳng từ điểm chạm đất và giữ nguyên cho tới khi cơ thể vượt qua điểm chạm đó. Các luật lệ này được giám sát bằng mắt thường mà không có sự trợ giúp của bất kỳ thiết bị nào. Các vận động viên thường rời cả hai chân khỏi mặt đất trong khoảng vài mili giây mỗi bước, điều có thể được phát hiện thông qua băng ghi hình nhưng thường khó phát hiện với mắt người thường.

## Các cự ly
Các cự ly đi bộ có thể dài từ 3 km (như tại Thế vận hội Mùa hè 1920) cho đến 100 km. Kỷ lục thế giới đi bộ 50 dặm do vận động viên Shaul Ladany của Israel nắm giữ từ năm 1972 với thành tích 7:23:50. Các nội dung tại Thế vận hội hiện nay là đi bộ 20 kilômét (cả nam và nữ) và đi bộ 50 kilômét (chỉ dành cho nam).

## Trọng tài
Luôn có các trọng tài trên suốt dọc đường chạy để giám sát các thí sinh. Nếu vận động viên bị ba trọng tài phạt "thẻ đỏ" vì phạm lỗi thì vận động viên sẽ bị loại. Trên đường chạy có các bảng hiển thị để thí sinh nắm được tình trạng vi phạm luật của họ. Khi vận động viên phạm luật ba lần thì trọng tài chính sẽ loại vận động viên bằng cách giơ một biển báo (paddle) màu đỏ. Trọng tài có thể "cảnh cáo" thí sinh rằng họ có nguy cơ bị phạt thẻ đỏ bằng cách giơ biển báo với hàm ý vận động viên đó đã rời mặt đất hoặc khuỵu gối. Trọng tài chỉ được rút tối đa một thẻ cho mỗi thí sinh còn trọng tài chính không được phép rút thẻ mà chỉ có nhiệm vụ truất quyền thi đấu của vận động viên. Việc truất quyền không phải là chuyện hiếm tại các giải đấu lớn, ví dụ như trường hợp của Jane Saville khi cô bị tước quyền thi đấu khi chuẩn bị giành huy chương vàng tại Thế vận hội Mùa hè 2000 trước khán giả nhà.

## Thế vận hội
Đi bộ là một môn điền kinh Thế vận hội với các nội dung 20 kilômét cho nam và nữ và 50 kilômét dành riêng cho nam. Đi bộ lần đầu xuất hiện tại Thế vận hội 1904 với tư cách là phần thi đi bộ nửa dặm trong nội dung 'toàn năng,' tiền thân của mười môn phối hợp. Vào năm 1908, các cuộc đua 1.500m và 3.000m được bổ sung (với tư cách thuộc nội dung đi bộ), và kể từ đo mỗi kì Thế vận hội luôn có ít nhất một cuộc đua đi bộ cho nam (trừ năm 1924).

## Kỷ lục

### Nam

#### 20 km
| Thời gian | Vận động viên      | Quốc tịch   | Địa điểm       | Ngày                |
| --------- | ------------------ | ----------- | -------------- | ------------------- |
| 1:16:36   | Yusuke Suzuki      | Nhật Bản    | Nomi, Ishikawa | 15 tháng 3 năm 2015 |
| 1:16:43 # | Sergey Morozov     | Nga         | Saransk        | 8 tháng 6 năm 2008  |
| 1:17:02   | Yohann Diniz       | Pháp        | Arles, Pháp    | 8 tháng 3 năm 2015  |
| 1:17:16   | Vladimir Kanaykin  | Nga         | Saransk        | 28 tháng 9 năm 2007 |
| 1:17:21   | Jefferson Pérez    | Ecuador     | Paris          | 23 tháng 8 năm 2003 |
| 1:17:22   | Paquillo Fernández | Tây Ban Nha | Turku          | 28 tháng 4 năm 2002 |
| 1:17:23   | Vladimir Stankin   | Nga         | Adler          | 8 tháng 2 năm 2004  |
| 1:17:25   | Bernardo Segura    | México      | Bergen         | 7 tháng 5 năm 1994  |
| 1:17:30   | Alex Schwazer      | Ý           | Lugano         | 18 tháng 3 năm 2012 |
| 1:17:33   | Nathan Deakes      | Úc          | Từ Khê         | 23 tháng 4 năm 2005 |
| 1:17:36   | Vương Trấn         | Trung Quốc  | Thái Thương    | 30 tháng 3 năm 2012 |
| 1:17:38   | Valeriy Borchin    | Nga         | Adler          | 28 tháng 2 năm 2009 |

#### 50 km
| Thời gian | Vận động viên       | Quốc tịch  | Địa điểm         | Ngày                 | Nguồn |
| --------- | ------------------- | ---------- | ---------------- | -------------------- | ----- |
| 3:32:33   | Yohann Diniz        | Pháp       | Zürich           | 15 tháng 8 năm 2014  | [ 7 ] |
| 3:34:14   | Denis Nizhegorodov  | Nga        | Cheboksary       | 11 tháng 5 năm 2008  | [ 8 ] |
| 3:34:38   | Matej Tóth          | Slovakia   | Dudince          | 21 tháng 3 năm 2015  | [ 9 ] |
| 3:35:47   | Nathan Deakes       | Úc         | Geelong          | 2 tháng 12 năm 2006  |       |
| 3:35:59   | Sergey Kirdyapkin   | Nga        | Luân Đôn         | 11 tháng 8 năm 2012  |       |
| 3:36:03   | Robert Korzeniowski | Ba Lan     | Paris            | 27 tháng 8 năm 2003  |       |
| 3:36:04   | Alex Schwazer       | Ý          | Rosignano Solvay | 11 tháng 2 năm 2007  |       |
| 3:36:06   | Ngu Triều Hồng      | Trung Quốc | Nam Kinh         | 22 tháng 10 năm 2005 |       |
| 3:36:13   | Triệu Thành Lượng   | Trung Quốc | Nam Kinh         | 22 tháng 10 năm 2005 |       |
| 3:36:20   | Han Yucheng         | Trung Quốc | Nam Kinh         | 27 tháng 2 năm 2005  |       |

### Nữ

#### 20 km
Tính tới tháng 8 năm 2016
| XH | Thời gian | Vận động viên        | Quốc tịch  | Ngày                | Địa điểm | Nguồn  |
| -- | --------- | -------------------- | ---------- | ------------------- | -------- | ------ |
| 1  | 1:24:38   | Lưu Hồng             | Trung Quốc | 6 tháng 6 năm 2015  | A Coruña | [ 10 ] |
| 2  | 1:24:47   | Elmira Alembekova    | Nga        | 27 tháng 2 năm 2015 | Sochi    |        |
| 3  | 1:24:501  | Olimpiada Ivanova    | Nga        | 4 tháng 3 năm 2001  | Adler    |        |
| 4  | 1:24:56   | Olga Kaniskina       | Nga        | 28 tháng 2 năm 2009 | Adler    |        |
| 5  | 1:25:02   | Elena Lashmanova     | Nga        | 11 tháng 8 năm 2012 | Luân Đôn |        |
| 6  | 1:25:08   | Vera Sokolova        | Nga        | 26 tháng 2 năm 2011 | Sochi    |        |
| 7  | 1:25:09   | Anisya Kirdyapkina   | Nga        | 26 tháng 2 năm 2011 | Sochi    |        |
| 8  | 1:25:12   | Lã Tú Chi            | Trung Quốc | 20 tháng 3 năm 2015 | Bắc Kinh |        |
| 9  | 1:25:16   | Thiết Dương Thập Thư | Trung Quốc | 11 tháng 8 năm 2012 | Luân Đôn |        |
| 10 | 1:25:181  | Tatyana Gudkova      | Nga        | 19 tháng 5 năm 2000 | Moskva   |        |

- 1: Các sự kiện này không được các trọng tài quốc tế giám sát nên không được công nhận là kỷ lục chính thức. Tuy nhiên vẫn được tính làm thành tích cá nhân tốt nhất.